# Farah White
Farah Mojtehedi, meglio nota come Farah White (Dallas, 14 settembre 1970), è un'attrice, regista e produttrice cinematografica statunitense.

## Biografia
Ha debuttato come attrice nel 2000 nel film Miss Detective alternando la sua attività di attrice con quella di produttrice cinematografica. Ha inoltre scritto e diretto anche dei cortometraggi.

## Fix minore
È sposata dal 1990 con l'uomo d'affari Tommy Ray White (da cui ha preso il cognome).

## Filmografia parziale
- Miss Detective (2000)
- Cooper - Un angelo inaspettato (2011)